# Ray Candy
Ray Canty, meglio conosciuto come Ray Candy (Decatur, 3 dicembre 1951 – Decatur, 23 maggio 1994), è stato un wrestler statunitense.

## Carriera
Ray Canty fu allenato al wrestling dall'ex detentore dell'NWA World Heavyweight Championship Dory Funk Jr. prima di esordire sul ring nel 1973. Adottò il ring name "Ray Candy", una versione modificata del suo nome di nascita. Lavorò inizialmente nella All-South Wrestling Alliance (ASWA) con sede in Atlanta, Georgia. Lì vinse il titolo ASWA United States Championship. In seguito lottò nella Western States Sports (WWS). Nella WWS vinse sia l'NWA Western States Heavyweight Championship sia l'NWA Western States Tag Team Championship, in coppia con il suo mentore Dory Funk Jr. Nel 1976 lottò regolarmente nella Championship Wrestling from Florida (CWF), ma anche nella NWA Mid-America dove detenne per due volte l'NWA Mid-America Tag Team Championship combattendo in coppia con Pez Whatley. Nel 1979 Candy fu chiamato dalla All Japan Pro Wrestling (AJPW). Il 12 ottobre 1979 lui ed Abdullah the Butcher conquistarono l'NWA International Tag Team Championship, sconfiggendo Giant Baba & Jumbo Tsuruta. Il duo restò campione solo una settimana prima che Baba e Tsuruta riconquistassero le cinture. Candy prese parte al 1980 Champion Carnival, dove sconfisse Motoshi Okumura, Carl Fergie, The Mysterious Assassin e Rocky Hata finendo in ottava posizione.

### Zambuie Express/Muslim Connection
Nel 1983 i booker della Florida ebbero l'idea di mettere in un tag team Candy e Leroy Brown. Candy prese il nome mussulmano "Kareem Muhammad" mentre Brown divenne "Elijah Akeem". Insieme formarono il tag team "Zambuie Express", che all'epoca veniva introdotto come "The Muslim Connection" in alcune federazioni. Il duo cominciò ad adottare un abbigliamento militare ispirato alle Pantere Nere. I due lottarono in diversi stati del sud degli Stati Uniti dove i loro personaggi dalla forte connotazione razziale li rendevano molto odiati. Il team aveva spesso come manager Sir Oliver Humperdink ed era parte della fazione "House of Humperdink". In Florida il duo sconfisse Mike Graham & Scott McGhee vincendo l'NWA Florida Global Tag Team Championship il 31 luglio 1983. Rimasero campioni fino a settembre, quando il titolo fu sostituito dalla versione della Florida dell'NWA United States Tag Team Championship. Gli Zambuie Express furono dichiarati campioni United States, con la storyline che avevano vinto un torneo per aggiudicarsi le cinture. Due mesi dopo persero il titolo in favore di Dusty Rhodes & Blackjack Mulligan, il 5 novembre 1983.
Dalla Florida il team si spostò a Memphis per lottare nella Continental Wrestling Association (CWA) dove ebbero subito un feud con The Fabulous Ones (Stan Lane & Steve Keirn). Il 24 gennaio 1984 i Zambuie Express furono premiati con le cinture AWA Southern Tag Team Championship quando i Fabulous Ones una sera non si presentarono per un match, ma i titoli furono in seguito dichiarati vacanti. La CWA organizzò quindi un torneo per assegnare i titoli, che venne vinto dagli Zambuie Express sconfiggendo in finale Pretty Young Things (Koko B. Ware & Norvell Austin). Una settimana dopo i Pretty Young Things vinsero i titoli sconfiggendo gli Zambuie Express al Mid-South Coliseum. Otto giorni dopo gli Express riconquistarono le cinture. Il duo le detenne fino al 12 marzo 1984 quando fu sconfitto da Jerry Lawler & Jos LeDuc. Nel 1984 lottarono nella Jim Crockett Promotions dove si allearono con Paul Jones ed entrarono a far parte della stable Paul Jones' Army. Lottarono all'evento Starrcade, dove furono sconfitti da Buzz Tyler & The Masked Assassin #1. Poco tempo dopo la coppia si sciolse.
Successivamente Candy formò un altro duo con Ed Gantner, gli Shock Troops, lottando nella CWF. Il 25 novembre 1986 Canty, come "Kareem Muhammad", sconfisse Barry Windham conquistando l'NWA Florida Heavyweight Championship, e lo detenne fino al 2 dicembre quando venne sconfitto da Ron Simmons. Poi, insieme a Hacksaw Higgins vinse l'NWA United States Tag Team Championship, anche se il duo rimase campione per un giorno solo. Alla fine del 1986 fece un tour in Giappone per la New Japan Pro-Wrestling utilizzando il ring name "Super Mario Man". Nel 1987 lottò a Porto Rico, lavorando per la World Wrestling Council (WWC) dove vinse il WWC Puerto Rico Heavyweight Championship il 6 giugno sconfiggendo Mighty Igor, per poi perderlo sei mesi dopo per mano di Miguel Perez Jr. Nel 1988 prese lo pseudonimo "Commando Ray", lottando in coppia con "Commando Boone" (alias Grizzly Boone) in un tag team denominato The Commandos. L'ultimo match di rilievo di Candy si svolse nel 1988 a Starrcade, dove partecipò alla Bunkhouse Battle royal.

## Vita privata
Dopo il ritiro dal wrestling nel 1990, Canty tornò a Decatur per lavorare in un'azienda di trasporti locale. Fu anche allenatore dei wrestler Glenn Jacobs e New Jack. Il 23 maggio 1994 morì all'età di 42 anni, a causa di un attacco di cuore.

## Personaggio

### Soprannomi
- "Black Tank"[1]

### Manager
- Downtown Bruno
- Izzy Slapawitz
- JJ Dillon[11]
- Sir Oliver Humperdink[11]

### Wrestler allenati
- Glenn Jacobs[12]
- New Jack[11]

## Titoli e riconoscimenti
- All Japan Pro Wrestling
  - NWA International Tag Team Championship (1) – con Abdullah the Butcher[13]
- All-South Wrestling Alliance
  - ASWA Georgia Championship (1)[13]
  - ASWA Georgia Tag Team Championship (1) - con El Mongol[13]
  - ASWA United States Championship (1)[13]
- Championship Wrestling from Florida
  - NWA Florida Global Tag Team Championship (1) – con Elijah Akeem[13]
  - NWA Florida Heavyweight Championship (1)[13]
  - NWA United States Tag Team Championship (Florida version) (2) – con Elijah Akeem (1) e con Hacksaw Higgins (1)[13]
- Georgia Championship Wrestling
  - NWA Georgia Television Championship (2)[13]
- NWA Mid-America / Continental Wrestling Association
  - AWA Southern Tag Team Championship (3) – con Elijah Akeem[13]
  - NWA Mid-America Tag Team Championship (2)[13]
- NWA Tri-State
  - NWA Arkansas Heavyweight Championship (1)[13]
  - NWA North American Heavyweight Championship (Tri-State version) (1)[13]
  - NWA United States Tag Team Championship (Tri-State version) (2)[13] – con Steven Little Bear
- Oregon Wrestling Federation
  - OWF Championship (1)[13]
- Pro Wrestling Illustrated
  - 334º tra i 500 migliori wrestler singoli nella PWI 500 (1991)
- Southeastern Championship Wrestling
  - NWA Alabama Heavyweight Championship (1)[13]
  - NWA Southeastern Heavyweight Championship (Northern Division) (1)[13]
- Western States Sports
  - NWA Western States Heavyweight Championship (1)[13]
  - NWA Western States Tag Team Championship (1) – con Dory Funk Jr.[13]
- NWA Tri-State
  - NWA Louisiana Tag Team Championship (1) - con Steven Little Bear[13]
- World Wrestling Council
  - WWC Puerto Rico Heavyweight Championship (1)[13]